# Ellie Baker
Ellie Baker (* 3. Juni 1998 in Borehamwood) ist eine britische Leichtathletin, die sich auf den  Mittelstreckenlauf spezialisiert hat.

## Sportliche Laufbahn
Erste internationale Erfahrungen sammelte Ellie Baker im Jahr 2017, als sie bei den U20-Europameisterschaften in Grosseto in 2:07,01 min die Silbermedaille im 800-Meter-Lauf gewann. 2019 gewann sie bei den U23-Europameisterschaften im schwedischen Gävle in 2:06,33 min die Silbermedaille hinter ihrer Landsfrau Jemma Reekie und 2021 belegte sie bei den Halleneuropameisterschaften in Toruń in 2:04,40 min den vierten Platz. Im Jahr darauf erreichte sie bei den Weltmeisterschaften in Eugene das Halbfinale über 800 Meter und schied dort mit 2:02,77 min aus. Anschließend belegte sie bei den Europameisterschaften in München in 4:05,83 min den achten Platz im 1500-Meter-Lauf. 2023 gelangte sie bei den Halleneuropameisterschaften in Istanbul mit 4:10,96 min auf Rang elf über 1500 Meter. 
2023 wurde Baker britische Hallenmeisterin im 1500-Meter-Lauf.

## Persönliche Bestzeiten
- 800 Meter: 1:59,52 min, 3. September 2022 in Gillingham
  - 800 Meter (Halle): 2:00,86 min, 25. Februar 2023 in Birmingham
- 1500 Meter: 4:04,90 min, 16. August 2022 in München
  - 1500 Meter (Halle): 4:06,73 min, 19. Februar 2023 in Birmingham